# Бјаш Сен Васт
Бјаш Сен Васт (фр. Biache-Saint-Vaast) насеље је и општина у североисточној Француској у региону Север-Па д Кале, у департману Па де Кале која припада префектури Арас.
По подацима из 2011. године у општини је живело 3.960 становника, а густина насељености је износила 426,26 становника/km². Општина се простире на површини од 9,29 km². Налази се на средњој надморској висини од 56 метара (максималној 70 m, а минималној 42 m).

## Демографија
| 1962. | 1968. | 1975. | 1982. | 1990. | 1999. | 2011. |
| ----- | ----- | ----- | ----- | ----- | ----- | ----- |
| 3.525 | 3.860 | 4.224 | 4.032 | 3.981 | 3.923 | 3.960 |

График промене броја становника у току последњих година